# Tatranská Lomnica
Tatranská Lomnica ( výslovnost) je osada – místní část města Vysoké Tatry, donedávna samostatná obec. Nachází se v nadmořské výšce 850 metrů, asi 6 kilometrů severovýchodně od Starého Smokovce, na úpatí Lomnického štítu, na který odtud vede lanovka.

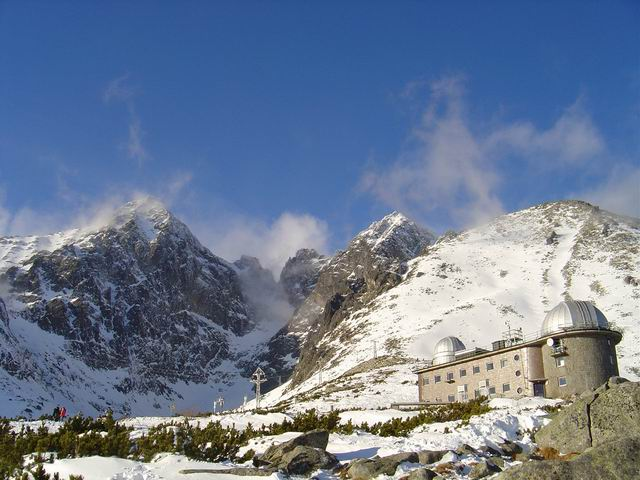
Observatoř na Skalnatém plese

Je známá především jako místo, kde se nachází známá astronomická observatoř na Skalnatém plese. V Tatranské Lomnici je i muzeum Tatranského národního parku.
Jde o centrum cestovního ruchu, nachází se zde mnoho hotelů. 
Mezi řadou hotelů a dalších lomnických staveb dosáhla největší proslulosti zotavovna Morava (1931) od respektovaného architekta Bohuslava Fuchse a jeho kolegy Karla Ernstebergera. Byla také filmovou kulisou příběhu Anděl na horách.

## Historie
Území Tatranské Lomnice mělo od roku 1209, kdy bylo předmětem první královské donace Ondřeje II. mnoho vlastníků. Posledním soukromým vlastníkem byl Ondrej Spóner, od nějž toto území odkoupil Uherský stát v roce 1892. V tomto roce vznikly první státní lázně ve Vysokých Tatrách a další z tatranských osad – Tatranská Lomnica. V roce 1893 byl postaven Hotel Lomnica, v té době největší na území Vysokých Tater, později pozoruhodný Kúpeľný dom s bazénem a vodoléčbou. V roce 1905 byl postaven reprezentační Grandhotel, který byl v roce 1919 přejmenován na Grandhotel Praha. V tomto období vznikla i různá sportoviště, lyžařská a sáňkařská dráha, kluziště či tenisové kurty.
V meziválečném období vyrostlo v Tatranské Lomnici množství rodinných penzionů a soukromých rezidencí. V roce 1933 vznikla i největší moderní Zotavovňa Morava. Hlavní turistickou atrakci získala osada v letech 1937 – 1940, kdy byla vybudována visutá lanovka na Skalnaté pleso a Lomnický štít. Její výstavba umožnila i výstavbu astronomických a meteorologických pracovišť u Skalnatého plesa a na Lomnickém štítu.
V šedesátých a sedmdesátých letech se Tatranská Lomnica stala hlavním centrem odborářské rekreace na Slovensku. Přibyly nové hotely (Slovan, Horec), zotavovny (Urán, Odborár, Slovakia, Sasanka, Družba – nyní Willi). Mistrovství světa v klasickém lyžování 1970 přinesla další rozvoj. Byla postavena nová kabinková lanovka z Tatranské Lomnice na Skalnaté pleso, která postupně nahradila starou. Díky pořádání světového srazu Mezinárodní asociace campingu a karavanismu (FICC), vzniklo jižně od Tatranské Lomnice v roce 1974 rekreační a ubytovací centrum pro 1500 osob, pozdější Eurocamp FICC s budovou recepce, barem, bungalovy, obchody, saunou a bazénem. Eurocamp FICC byl v roce 2009 zrušen.

## Doprava
Tatranskou Lomnicí prochází silniční „Cesta slobody“. 
Je zde železniční stanice na tratích 185 Tatranská Lomnica–Studený potok a 184 Tatranská Lomnica–Starý Smokovec.

### Lanovka Tatranská Lomnica
Z Tatranské Lomnice (903 m n. m.) vede kabinová lanovka na Skalnaté pleso (1751 m n. m.), která překonává převýšení 869 metrů. Jízda trvá něco okolo 12,5 minuty, kapacita je 900 osob za hodinu. V zimě lanovka slouží jako přístupový bod do ski areálu Tatranská Lomnica.
Jsou zde dvě stanice lanovky Tatranská Lomnica – Lomnický štít (stará za Grandhotelem Praha a nová nedaleko Cesty slobody).